# Wivineke van Groningen
 (février 2019).
Si vous disposez d'ouvrages ou d'articles de référence ou si vous connaissez des sites web de qualité traitant du thème abordé ici, merci de compléter l'article en donnant les références utiles à sa vérifiabilité et en les liant à la section « Notes et références ».
Wivineke van Groningen, née le 21 juin 1957 à Nimègue,, est une actrice néerlandaise.

## Filmographie

### Cinéma et téléfilms

#### Années 1980
- 1984-1985 : Kanaal 13 (série télévisée) : Son
- 1989-1991 : Medisch Centrum West (nl) : Eva van de Berg

#### Années 1990
- 1990 : 12 steden, 13 ongelukken (nl) : Thea de Wit
- 1990 : Le veuf : Prostituée
- 1993 : Belle : Belle
- 1995-2003 : Baantjer : Deux rôles (Nicole van de Cleemput et Iris Brons)
- 1996 : Marie Antoinette is niet dood (nl) : La vendeuse de poisson
- 1998 : Flodder (nl) : Leslie

#### Années 2000
- 2000 : Russen (nl) : Els
- 2000 : Babs (nl) : Deen
- 2000 : Loenatik (nl) : La maman
- 2001-2002 : De 9 dagen van de gier : Barbara Korthof
- 2003 : Ernstige Delicten (nl) : Marleen Jonker
- 2003 : Rigoletto (téléfilm) : La pathologiste
- 2003 : Wet & Waan (nl) : Tonya van Swaay
- 2006 : Keyzer & De Boer Advocaten : Atty. 't Hoofd
- 2007 : Kinderen geen bezwaar (nl) : Mies
- 2007 : Grijpstra et de Gier (nl) : Ans Weerman
- 2007 : Samson and Delilah : La médecin militaire
- 2007 : Flikken Maastricht : Wiersema
- 2007 : Zadelpijn (nl) : Mariet

#### Années 2010
- 2010 : De co-assistent (nl) : La dermatologue
- 2010 : Verborgen Verhalen (nl) : Yvonne
- 2012 : Dokter Deen (nl) : Marijke
- 2013 : De ontmaskering van de Vastgoedfraude (nl) : Clara van Woerkom
- 2013 : Divorce (nl) : Caroline van Vuurze
- 2014 : Johan: logisch is anders (nl) : Cato
- 2014 : Gianni Schicchi (film musical) : L'infirmière
- 2015 : Jack (a Journey to Fulfillment) (court métrage) : Elly
- 2015 : Observator (court métrage) : Mme Teerlink
- 2015 : Dokter Tinus : Hermien van Elken
- 2015 : Goede tijden, slechte tijden : Petra Schuiten
- 2015 : Gloria : L'employé du UWV
- 2017 : Hotel de grote L (nl) : La cliente de l'hôtel

## Vie privée
Elle fut mariée avec l'acteur/musicien Coen van Vrijberghe de Coning.